# Cantonul Cadillac
Cantonul Cadillac este un canton din arondismentul Langon, departamentul Gironde, regiunea Aquitania, Franța.

## Comune
- Béguey
- Cadillac (reședință)
- Capian
- Cardan
- Donzac
- Gabarnac
- Langoiran
- Laroque
- Lestiac-sur-Garonne
- Loupiac
- Monprimblanc
- Omet
- Paillet
- Rions
- Sainte-Croix-du-Mont
- Villenave-de-Rions